# 10077 Raykoenig
10077 Raykoenig eller 1989 UL1 är en asteroid i huvudbältet som upptäcktes den 26 oktober 1989 av de båda japanska astronomerna Seiji Ueda och Hiroshi Kaneda i Kushiro. Den är uppkallad efter Raymond Koenig.